# ファイナル・デッドサーキット 3D
『ファイナル・デッドサーキット 3D』（原題：The Final Destination）は、2009年のアメリカ映画である。
『ファイナル・デスティネーション』シリーズの第4作目であり、2作目の監督のデヴィッド・R・エリスが再登板している。アメリカでは2週連続で週末興行収入1位であり、さらに3D実写映画として過去最高の興行成績を記録し、シリーズ最大のヒット作となった。

## ストーリー
壮絶な遊園地での事故から数年後、大学生のニックは恋人や友人らとマッキンレー・スピードウェイを訪れていた。サーキット場での白熱したレースを楽しんでいたニックだが、連鎖したクラッシュが観客席を巻き込む大事故の予知夢を見る。そのおかげでどうにかその場の危機を回避できたが、死の運命は彼らを見逃してはくれなかった。

## 登場人物
ニック・オバノン
主人公。彼女のローリ、友達のハント、ジャネットと一緒にサーキットで観戦中、大事故の予知夢を見る。サーキット場の事故以降、何かの拍子に死のヒントが隠されている映像を見るようになる。そのビジョンを頼りに生き残った人々を助けようとする。
死ぬ順番は10番目。ショッピングモールにある映画館の増築フロアにある可燃物で爆死しかけたが、自力でスプリンクラーを作動させ火を消し止め回避する。最後まで生き残るが、まだ死の連鎖は終わってないことに気付き、そのことをカフェでローリとジャネットに告げた瞬間、窓の外から突っ込んできたトラックに弾き飛ばされ、壁に叩きつけられて即死する。サーキット場での予知夢では、爆風で吹き飛ばされて背後にあった鉄パイプが胸部を貫通し、死亡。ショッピングモールの予知夢では、映画館での爆発事故を自力で回避し建物の脱出を目指すが、恋人のローリや親友のジャネット等、ショッピングモールで死ぬ運命だった人々を救えずただ一人生き残ってしまう。
ローリ・ミリガン
ニックの彼女。死ぬ順番は9番目で、映画館で爆発により死亡する所を火を消し止めたニックに助けられる。
最後まで生き残るが、カフェでニックとジャネットといたところを窓の外から突っ込んできたトラックに弾き飛ばされ、壁に激突したことで首の骨が折れて死亡する。サーキット場での予知夢ではジョージと一緒にレーシングカーの爆発に巻き込まれ死亡。ショッピングモールの予知夢では、映画館での爆発事故はニックの助力により回避できたものの、爆発による建物の崩落で剥き出しになったエスカレーターの歯車に巻き込まれて死亡する。
ジャネット・カニンガム
ハントの彼女。死ぬ順番はハントと一緒で、洗車中に車のサンルーフに首が挟まり、洗車機のブラシやパイプに頭部を潰されるところだったが、間一髪でローリとジョージに助けられる。ショッピングモールでは爆発で吹き飛ばされてきた鉄骨に身体を串刺しにされて死亡する所を火を消し止めたニックに助けられる。
最後まで生き残るが、カフェでニックとローリといたところを窓の外から突っ込んできたトラックのタイヤの下敷きになり、全身の骨を砕かれて死亡する。サーキット場での予知夢ではハントと一緒に天井のコンクリートの下敷きになり死亡。ショッピングモールでの予知夢では、映画館にて爆発で吹き飛ばされてきた鉄骨に身体を串刺しにされて死亡する。
ジョージ・ランター
サーキット場の警備員。死の連鎖を止めようとするニック達に協力する。自身が引き起こした飲酒運転が原因で妻と娘を亡くした過去を持ち、大切な人の死という同じ傷を抱えるアンディに強く共感している。
死ぬ順番は7番目で、事故の際に重症で病院に収容されていたジョナサンを死の連鎖から助けるためにニックと病院へ向かうが助けられず、ローリーとジャネットがいるショッピングモールに向かう道中で救急車に轢かれて死亡する。サーキット場での予知夢ではローリと一緒にレーシングカーの爆発に巻き込まれ死亡。ショッピングモールの予知夢では、現実と同じく救急車に轢かれて死亡する。
ジョナサン・グローブ
一度ニック達の前に座ったカウボーイハットの男。死ぬ順番は6番目で、ニックたちがサーキットを飛び出した事により席を移動しなかったため辛うじて死を免れていた。しかし瀕死の重傷を負い病院に収容されており、包帯に巻かれ点滴を受けている状態で、上階の病室で用意されていたバスタブから大量の水が溢れ出し天井から流れ落ちてきた為、這いつくばって逃げようとしたところに水の重みで天井ごと落下してきたバスタブに押し潰され死亡する。予知夢ではスタンドまで飛び込んできた車体に柱ごと潰され死亡。
ハント・ウィノースキー
ニックの友達。死ぬ順番は5番目で、プールに落としてしまったお守りのコインを拾いに行ったところ、排水口に尻を吸い込まれたまま排水機が暴走し、肛門から内臓を排水口に吸い出され死亡する。予知夢ではジャネットと一緒に崩れてきた天井の下敷きになり死亡。
アンディ・キューザー
恋人のナディアと一緒にサーキット場を訪れていた自動車整備士。目の前で恋人を失ったショックで心に癒えない傷を負ってしまうが、恋人の死を必死に乗り越えようとしている。
死ぬ順番は4番目で、リールに栓を弾かれたガスボンベが胸部に直撃してそのまま吹き飛ばされ、背後のフェンスに勢いよく叩きつけられたことで胴体を菱形状に切り刻まれ死亡する。予知夢では転倒したときに折れた観客席の破片が後頭部に突き刺さり、口まで貫通して死亡。
サマンサ・レーン
大事故が起きるサーキット場にいた一家の母。事故から家族を救ってくれたニックに感謝しており、追悼式で夫のエドワードと共に彼にお礼を伝えた。
死ぬ順番は3番目。美容院から帰る際、息子達が石遊びで芝生に投げ入れた石が、芝刈り機によって弾き飛ばされ右目から頭部へ貫通し死亡する。予知夢では爆発で飛ばされてきた車のエンジンに上半身を押し潰され死亡。
カーター・ダニエルズ
妻のシンシアと一緒にサーキットを観戦しに来ていた人種差別主義者。事故発生時に置いてきた妻を助けようとサーキット場に戻ろうとしたところをジョージに引き止められたため妻を助けられず、彼に対して一方的な強い逆恨みをするようになる。
死ぬ順番は2番目で、夜中に自身のレッカー車でジョージの家に現れ、嫌がらせとして庭に十字架を建てようとしたところ、車が暴走。止めようとするがフックが足に引っかかり、そのまま引きずられた後、後部に積んでいた燃料タンクが倒れて車が炎上、爆発し死亡する。予知夢では妻と共に爆発で吹き飛ばされてきたボンネットに胴体を真っ二つに切断され死亡。
ナディア・モンロイ
アンディの彼女。死ぬ順番は最初で、アンディを追ってサーキット場から離れるも、場外まで飛んできたタイヤに左上半身を粉砕され死亡する。予知夢では頭部にタイヤが直撃し死亡。

### その他の人物
エドワード・レーン
サマンサの夫。妻のサマンサと共に事故から家族を救ってくれたニックに感謝しており、追悼式で妻と共に彼にお礼を伝えた。サーキットでの予知夢では息子たちと共に逃亡していたため生存する。
ライアン・レーン、ダニエル・レーン
サマンサの息子たち。二人揃って育ち盛りの腕白な性格で、サッカークラブに所属している。サーキットでの予知夢では父と共に逃亡していたため生存する。

## キャスト
| 役名                   | 俳優                       | 日本語吹替 |
| ---------------------- | -------------------------- | --- |
| ニック・オバノン       | ボビー・カンポ             | 田中直樹 （ココリコ） |
| ローリ・ミリガン       | シャンテル・ヴァンサンテン | 里田まい |
| ハント・ウィノースキー | ニック・ザーノ             | 岩田光央 |
| ジャネット・カニンガム | ヘイリー・ウェブ           | 世戸さおり |
| ジョージ・ランター     | ミケルティ・ウィリアムソン | 斉藤次郎 |
| サマンサ・レーン       | クリスタ・アレン           | たくませいこ |
| アンディ・キューザー   | アンドリュー・フィセラ     | はるな愛 |
| カーター・ダニエルズ   | ジャスティン・ウェルボーン | 北沢洋 |
| ナディア・モンロイ     | ステファニー・オノレ       | 遠藤舞 |
| シンシア ・ダニエルズ  | ララ・グライス             | |
| ジョナサン・グローブ   | ジャクソン・ウォーカー     | |
| エドワード・レーン     | フィル・オースティン       | |
| ライアン・レーン       | ウィリアム・アギヤール     | |
| ダニエル・レーン       | ブレンダン・アギヤール     | |
| 役不明又はその他       | N/A                        | 清水明彦 内田聡明 森夏姫 根本圭子 高宮俊介 村治学 外谷勝由 前島貴志 幸田夏穂 佐藤芳洋 室園丈裕 興津和幸 行成とあ 喜山茂雄 一馬芳和 森口芽衣 遠藤大智 羽飼まり 小林かつのり 大橋達哉 咲乃藍里 |
|                        | N/A                        | |
| 演出                   | N/A                        | 中野洋志 |
| 翻訳                   | N/A                        | 久保喜昭 |
| 調整                   | N/A                        | 武田将仁 金秀賢 |
| 制作                   | N/A                        | ACクリエイト |

## その他
- 第2作『デッドコースター』のデヴィッド・R・エリスが再び監督に起用されたことで、4作目までのシリーズの監督をジェームズ・ウォンとデヴィッドが交互に務める形となった。このように家族でも親しいパートナーでもない他人同士がシリーズの監督を交互に務めることは珍しい例である。次作『ファイナル・デッドブリッジ』では、新たにスティーヴ・クォーレが監督に起用された。
- 脚本家のエリック・ブレスは監督のデヴィッド・R・エリスと同様に第2作『デッドコースター』に続いてシリーズ2度目の起用となる。『デッドコースター』ではJ・マッキー・グルーバーと共同で脚本を務めていたが、本作では単独で執筆している。
- 前作まで音楽を担当してきた作曲家のシャーリー・ウォーカーが『ファイナル・デッドコースター』製作後に他界したため、本作より音楽はブライアン・タイラーが作曲した。なお、シリーズを通してのテーマ曲は本作でも使用されており、シャーリーの名もエンドロールにてクレジットされている。

## シリーズ
- 第1作　『ファイナル・デスティネーション』（2000）
- 第2作　『デッドコースター』（2003）
- 第3作　『ファイナル・デッドコースター』（2006）
- 第4作　本作
- 第5作　『ファイナル・デッドブリッジ』（2011）